# Piaggio

Markenlogo von Piaggio

Älteres Logo von Piaggio

Piaggio ist ein italienischer Fahrzeughersteller mit Sitz in Pontedera. Das Unternehmen produziert verschiedene Mofas und Motorroller, unter anderem die Vespa, das Lastendreirad Ape sowie den Kleintransporter Porter.
Zum Konzern gehören auch die Motorradmarken Aprilia, Derbi, Gilera, Laverda und Moto Guzzi.
Piaggio war in seiner Geschichte in unterschiedlichen Branchen tätig. Vom Holzlager über Schiffbau, Eisenbahnbau, Flugzeug- und Automobilbau ging es zu den Motorrollern. Im Januar 2022 waren in Deutschland 438.941 Piaggio-Krafträder zugelassen, was einem Anteil von 9,3 Prozent entspricht.

## Geschichte
Die Firma Piaggio wurde 1884 von Rinaldo Piaggio gegründet. Den Grundstein dazu legte sein Vater, Cavalier Enrico Piaggio, indem er 1882 ein Grundstück in Sestri Ponente, Genua, ursprünglich für ein Holzlager, kaufte. Zunächst konzentrierte sich das Familienunternehmen Piaggio auf den Schiffsbau. Später verlegte man sich auf den Bau von Eisenbahnwagen. Mit Aufkommen der Luftfahrt wandte sich Rinaldo Piaggio fortan dem Flugzeugbau zu. Er fand die geeigneten Ingenieure und begann 1916 mit dem Flugzeugbau; hierzu baute er ein neues Werk in Pontedera.

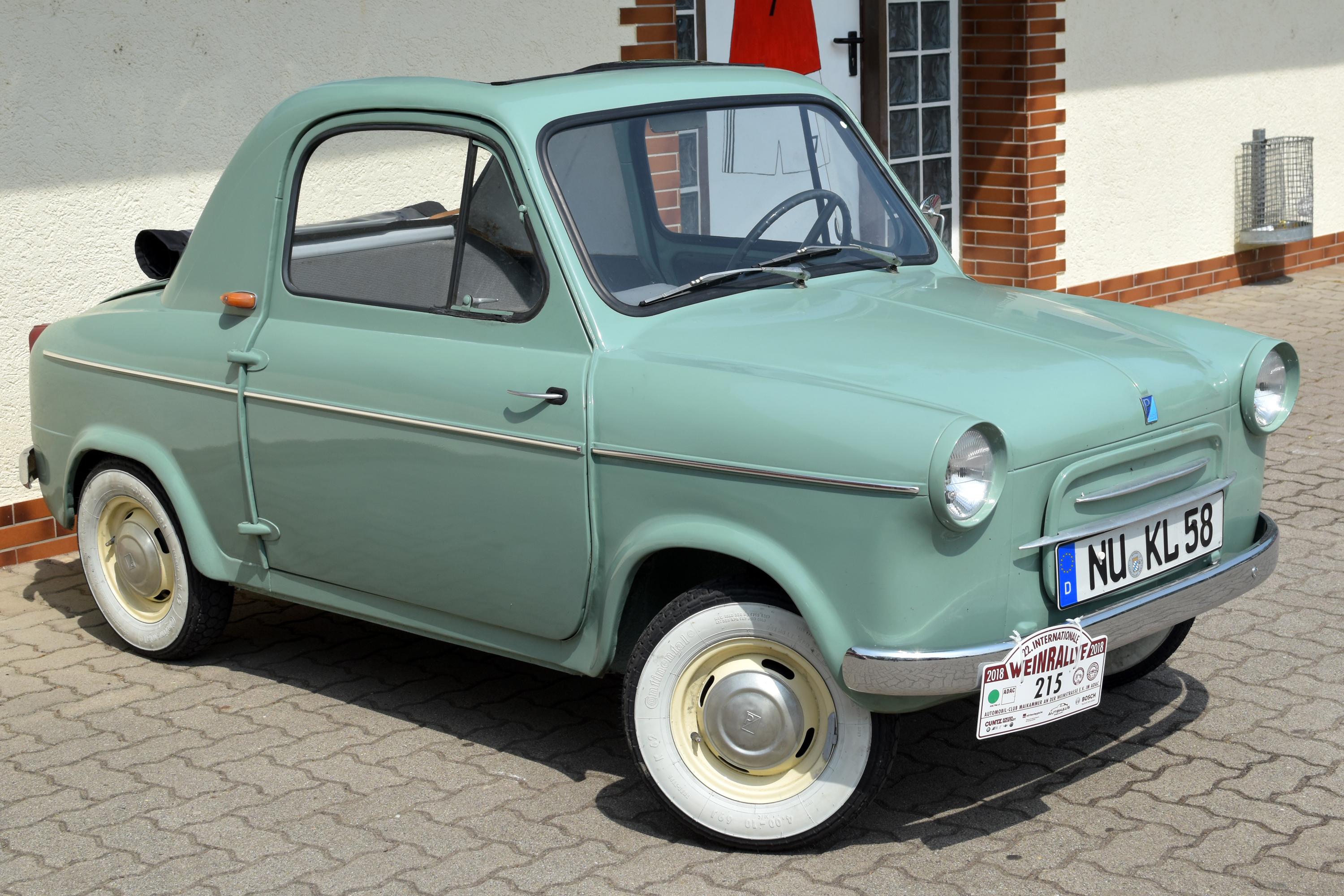
Vespa 400 (1957–1961)

Kriegsbedingt war Piaggio Ende der 1930er Jahre sehr erfolgreich, da die italienische Armee zum Kundenstamm des Unternehmens gehörte. Während des Zweiten Weltkrieges jedoch wurde das Stammwerk in Pontedera völlig zerstört. Nach 1945 beschlossen die Siegermächte, dass Piaggio keine Rüstungsgüter mehr herstellen dürfe. Rinaldos Sohn, Enrico Piaggio, hatte inzwischen die Leitung des Unternehmens übernommen. Er beobachtete, dass in Italien ein verstärktes Bedürfnis an preiswerten Transportmitteln bestünde, da die Mobilität bedingt durch die Zerstörungen und den Wiederaufbau Italiens ins Stocken gekommen war. Um diesem Umstand zu begegnen, entwickelte Piaggio einen Motorroller, den er 1946 unter dem Namen Vespa (italienisch „Wespe“) vorstellte.
In den folgenden Jahren erweiterte Enrico Piaggio kontinuierlich die Modellpalette. 1948 stellte die Firma einen dreirädrigen Kleintransporter vor, die Ape [ital. „Biene“]. 1957 stellte sie auf dem Pariser Autosalon den Kleinwagen Vespa 400 vor. Später kamen noch vierrädrige Kleintransporter dazu. 1967 folgte das Modell Ciao, eine neue Generation Mofa, die vor allem bei Jugendlichen Anklang fand.
1987 übernahm das Unternehmen den österreichischen Mofahersteller Puch. In den 1990er-Jahren lancierte Piaggio verschiedene Motorroller, die nicht unter dem Label Vespa laufen: Piaggio Hexagon, Piaggio Sfera, Piaggio Skipper, Piaggio Zip. 1999 übernahm die Deutsche Bank über ihre Tochter Morgan Grenfell Private Equity für 1,35 Billionen Lire 80 % der Anteile von Piaggio. 2003 änderte sich die Gesellschafterstruktur erneut: der italienische Milliardär Roberto Colaninno übernahm mittels seiner Beteiligungsgesellschaft Immsi 31,25 %, ein Konsortium von 27 Gläubigerbanken 37,5 % und 31,25 % verblieben bei Morgan Grenfell. Heute hält Immsi S.p.a über 50 % des Stammkapitals an Piaggio.
Nachdem Piaggio 2001 den spanischen Zweiradhersteller Derbi übernommen hatte, folgte 2004 der ebenfalls italienische Zweiradkonzern Aprilia mit den Marken Aprilia, Laverda und Moto Guzzi. Inzwischen ist Piaggio der Marktführer im Rollerbau in Europa. Seit 2006 ist Piaggio an der Börse notiert. Zum Juni 2014 wechselte die Piaggio Deutschland GmbH ihren Standort von Kerpen nach Düsseldorf.
Mit dem Roller MP3 wurde im Jahre 2006 ein völlig neues Fahrzeugkonzept mit drei Rädern vorgestellt.

## Modelle
Zurzeit bietet Piaggio neben den Modellen von Aprilia, Derbi, Gilera, Laverda und Moto Guzzi, die in den entsprechenden Artikeln aufgeführt werden, Krafträder der Marken Vespa und Piaggio selbst an. Die Modelle der Marke Vespa besitzen eine selbsttragende Blechkarosserie (PX, LX, GTS), die der Marke Piaggio (beispielsweise Piaggio Zip, NRG, TPH) einen Stahlrohrrahmen und eine Kunststoffkarosserie. Die Motorenpalette reicht von 50 bis 500 cm³.

### Rollermobile

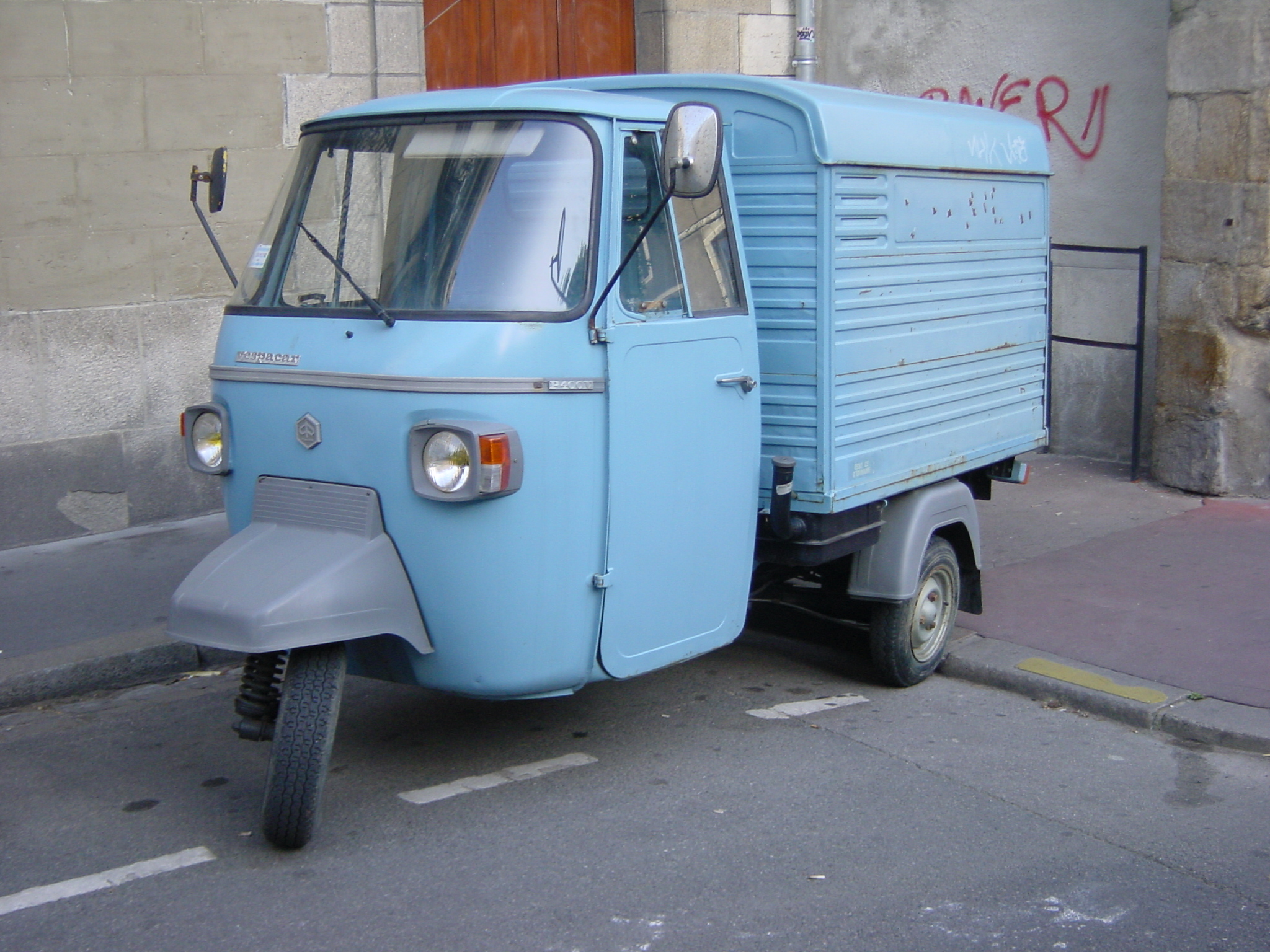
Piaggio Ape (seit 1948)

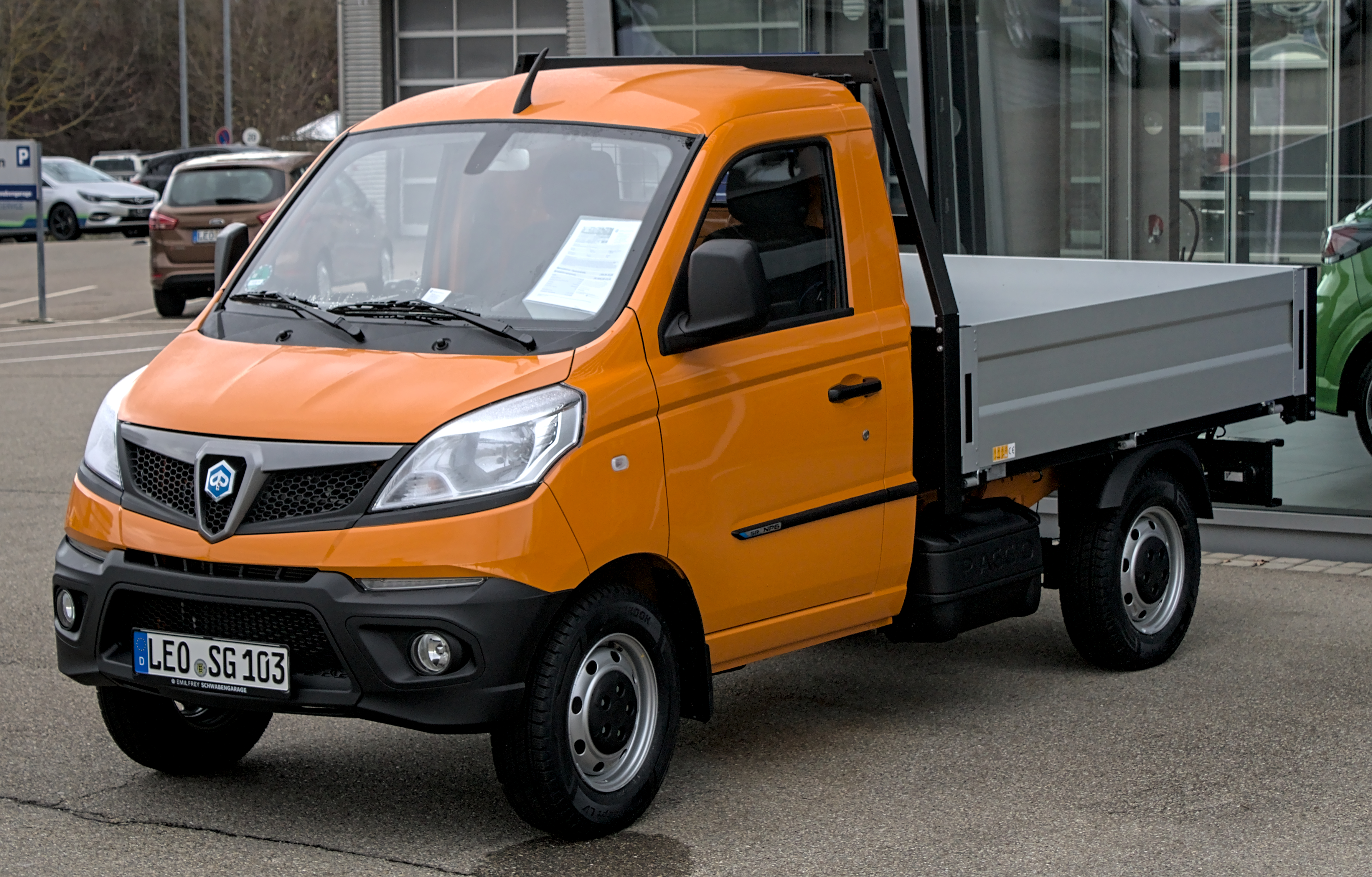
Piaggio Porter (seit 1992)

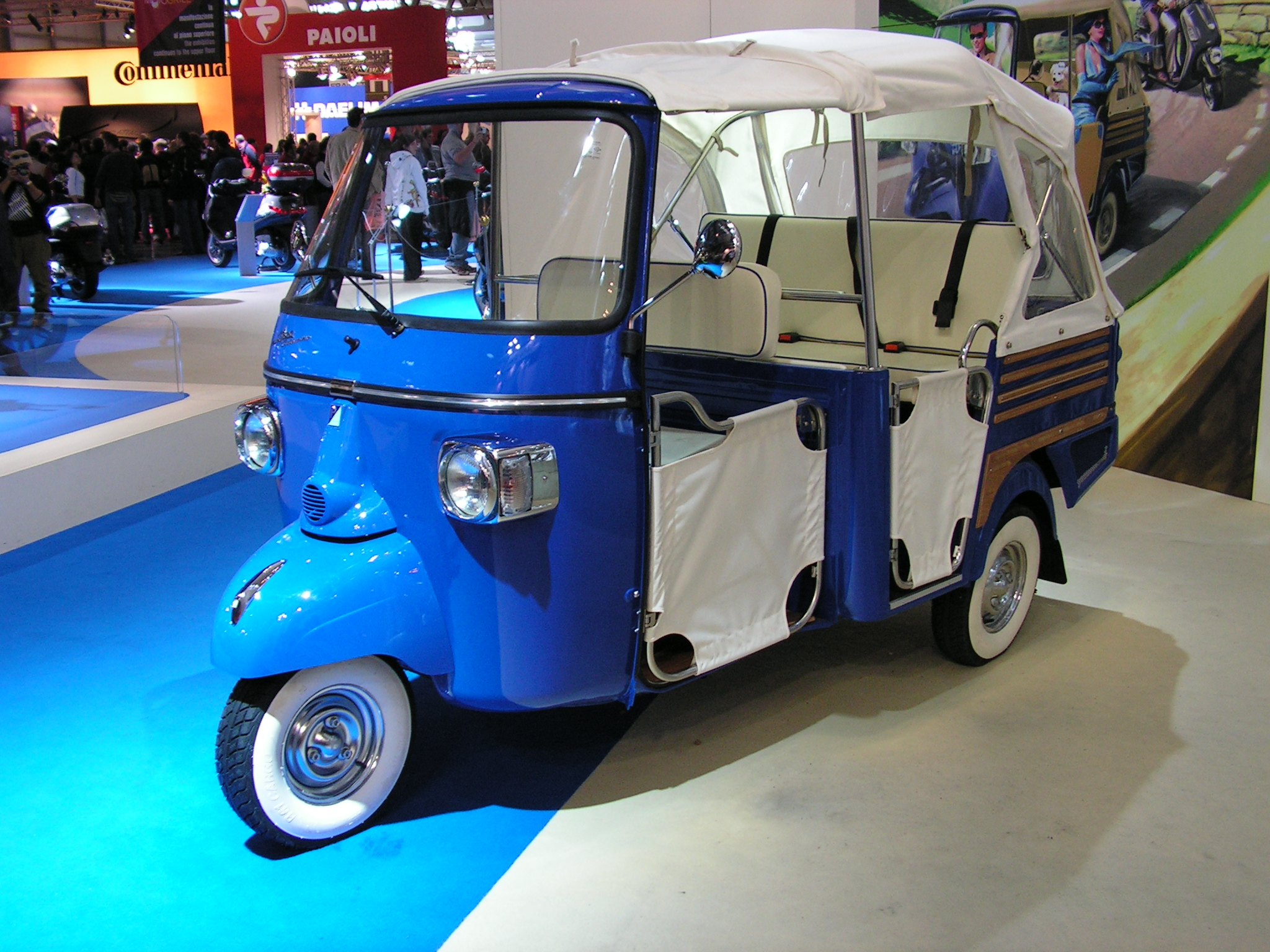
Ape Calessino (seit 2007)

Die Ape („Biene“) wird seit 1947 gebaut und besitzt zwischen 50 und 422 cm³ Hubraum. Auch ein elektrischer Antrieb wird verbaut.
- Ape A
- Ape B
- Ape C
- Ape MP
- Ape 50
- Ape Car
- Ape TM
- Ape Car Max
- Ape Porter
- Ape 50 Cross Country
- Ape 50 TL5T
- Ape 50 ZAPC
- Ape Classic
- Ape Classic 400
- Ape Calessino

### Modelle der Marke Vespa
- Vespa 50 (1963 bis in die 1990er)
- Vespa 150 Sprint (1965–1976)
- Vespa 125 Primavera (1967–1982)

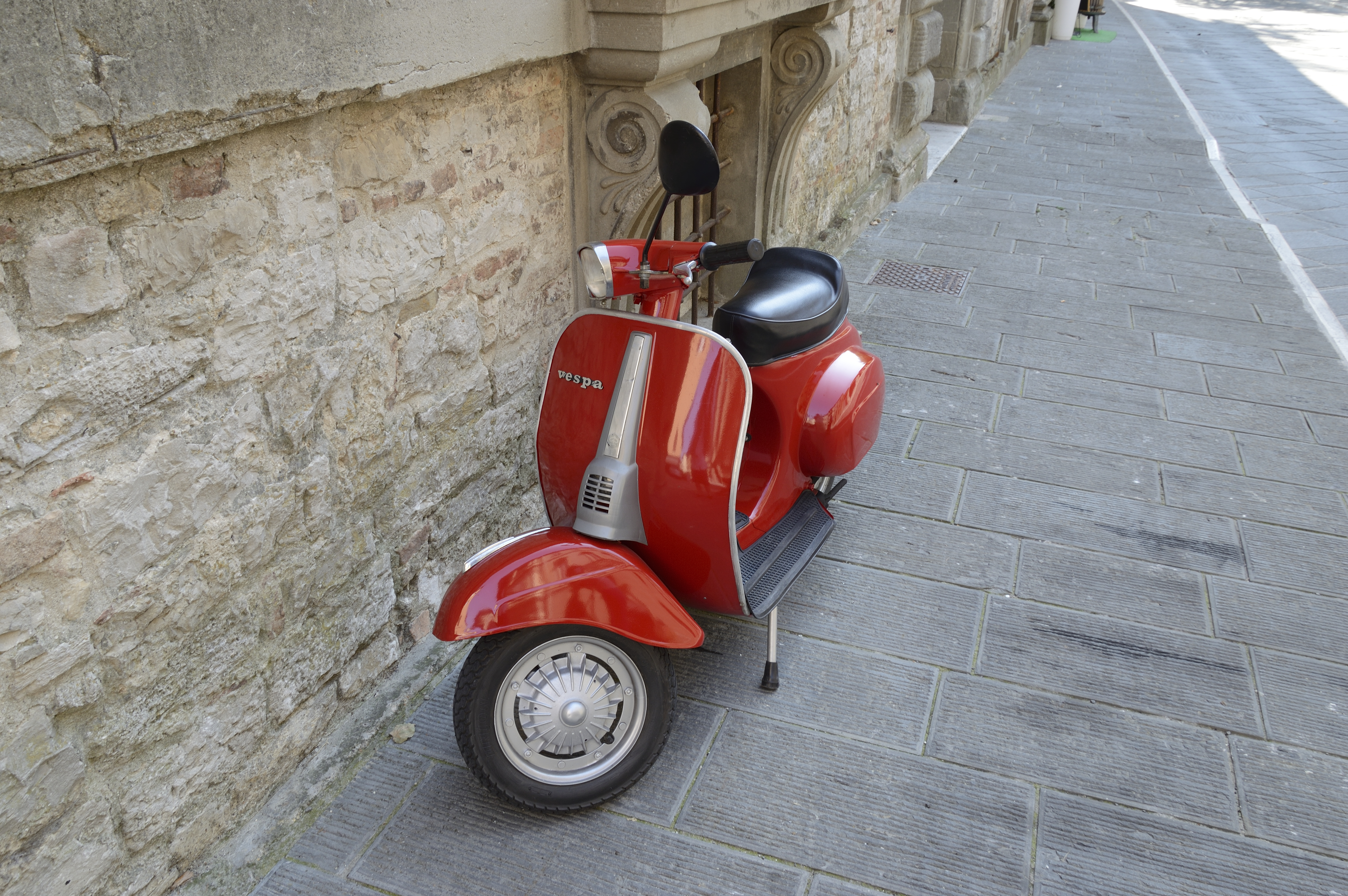
Vespa 50

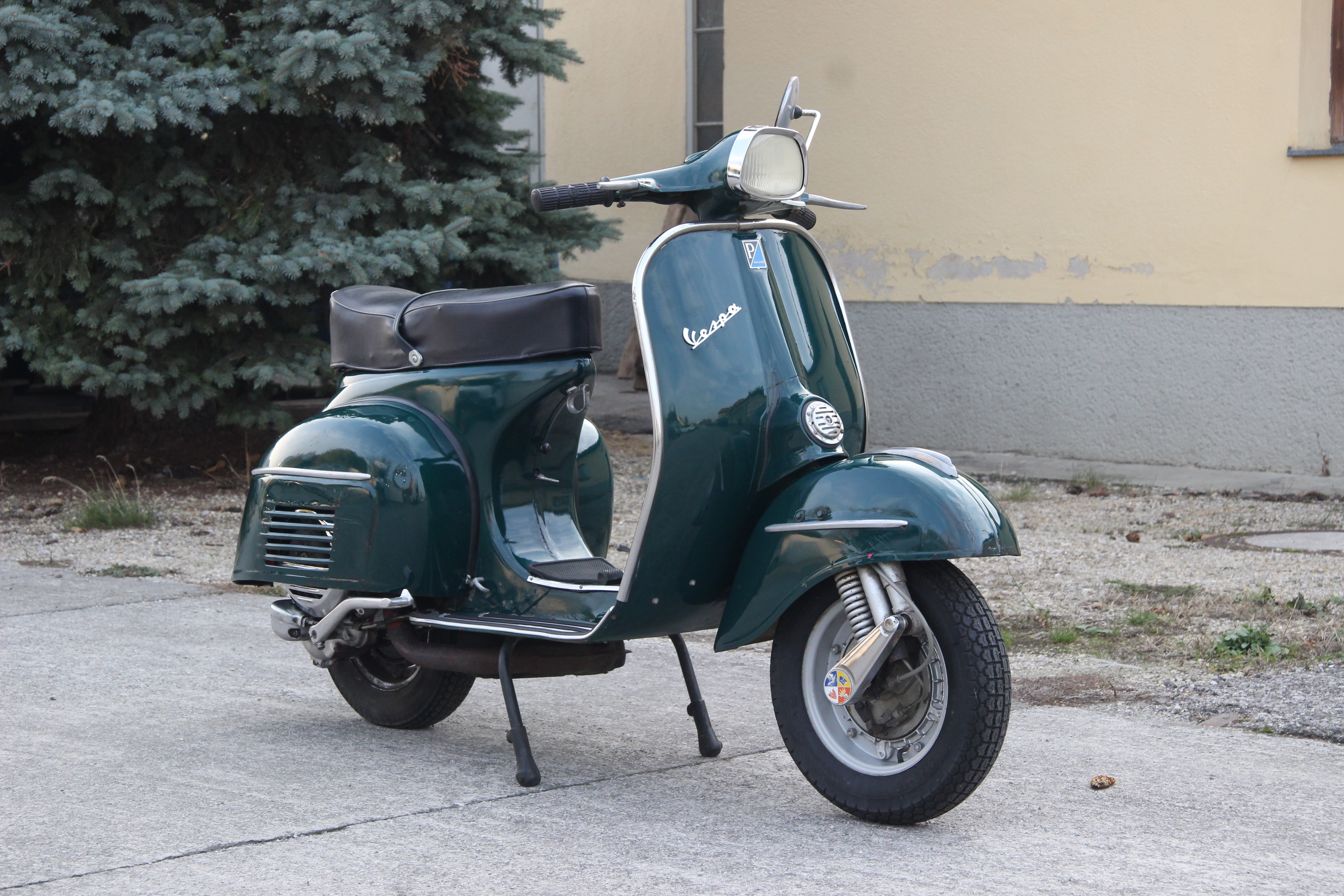
Vespa 150 Sprint (1965–1976)

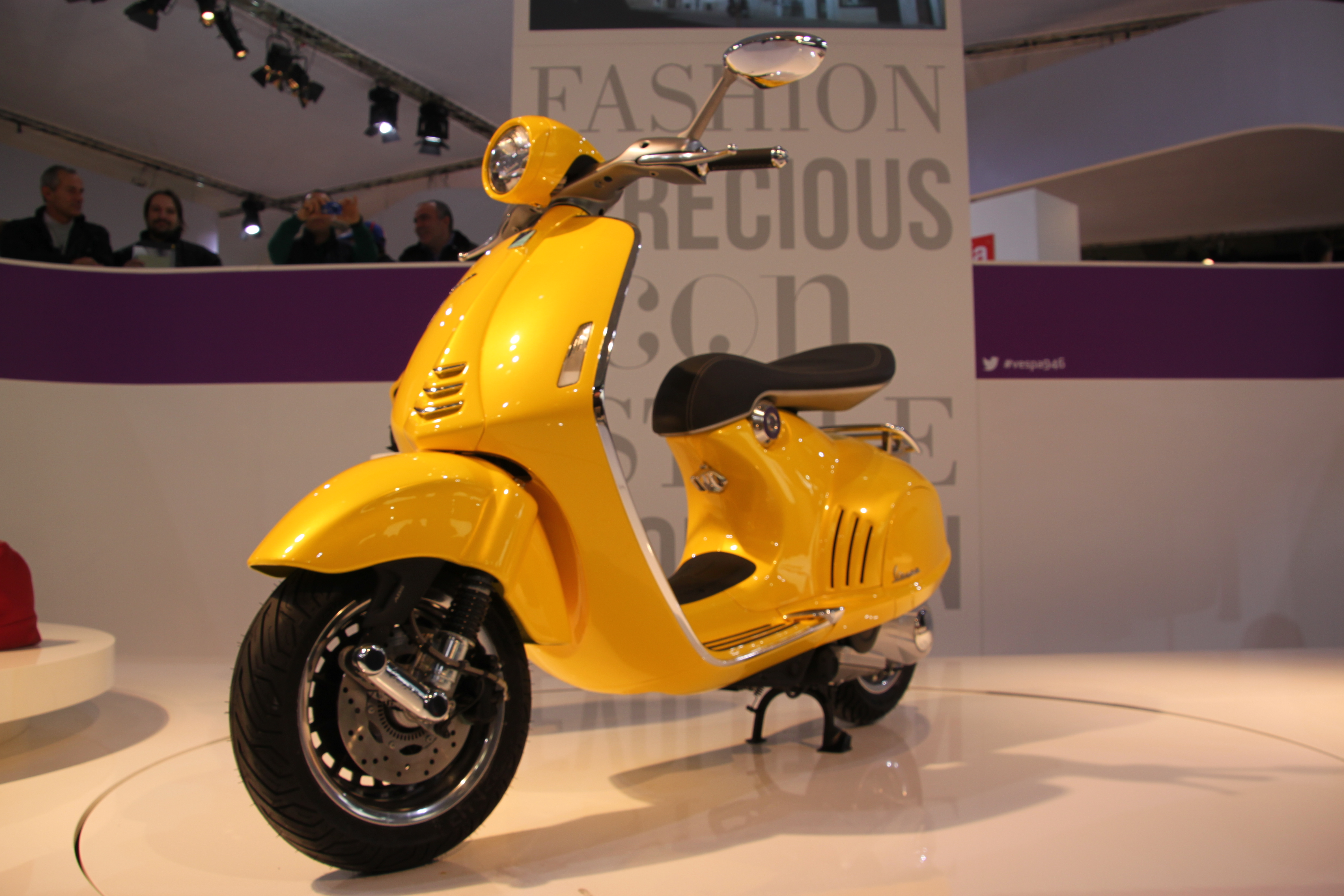
Vespa 946 (2013–2016)

- Vespa PX (≈80, ≈125, ≈150 und ≈200 cm³, 1977–2008)
  - Vespa T5 (125 cm³ Zweitaktmotor mit fünf Überstromkanälen)
- Vespa PK (≈50, ≈80, ≈100 und ≈125 cm³, 1983–1996)
- Vespa Cosa (125 und 200 cm³ Zweitaktmotor, Viergang Handschaltung 1988–1998)
- Vespa ET2 50 (1996–2005)
- Vespa ET2 Inizione (50 cm³ Zweitaktmotor mit separater Öleinspritzung, Keilriemenautomatik 1997–1998)
- Vespa ET4 50 (50 cm³ Viertaktmotor 2002–2005)
- Vespa ET4 125 (125 cm³ Viertaktmotor 1996–2005 seit 2000 LEADER-Motor)
- Vespa LX 50 (2- oder 4-Takt-Motor, seit 2005)
- Vespa Primavera (luftgekühlter 50-cm³-Zweitaktmotor, 50 cm³- 125 cm³- und 150 cm³-Viertaktmotor, Keilriemenautomatik, seit 2013)
- Vespa GT (2003–2007)
- Vespa GTS (≈125 und ≈300 cm³, wassergekühlter 4-Ventil-4-Takt-Motor, Einspritzung, Keilriemenautomatik, seit 2006)
- Vespa LX (≈125 und ≈150 cm³, luftgekühlter 3-Ventil-Viertakt-Motor, Einspritzung, Keilriemenautomatikt, seit 2005)
- Vespa Sprint (luftgekühlter 50-cm³-Zweitaktmotor, 50-cm³- 125-cm³- und 150-cm³-Viertaktmotor, Keilriemenautomatik)
- Vespa PX (≈125 und 150 cm³, Neuauflage der alten PX, luftgekühlter 1-Zylinder-2-Takt-Motor, 4-Gang-Schaltung, manuell, seit 2011).
- Vespa 946 (luftgekühlter 125-cm³- und 150-cm³-Viertakt-Motor mit 3 Ventilen, Keilriemenautomatik, ABS und ASR, seit 2013)

### Mofas

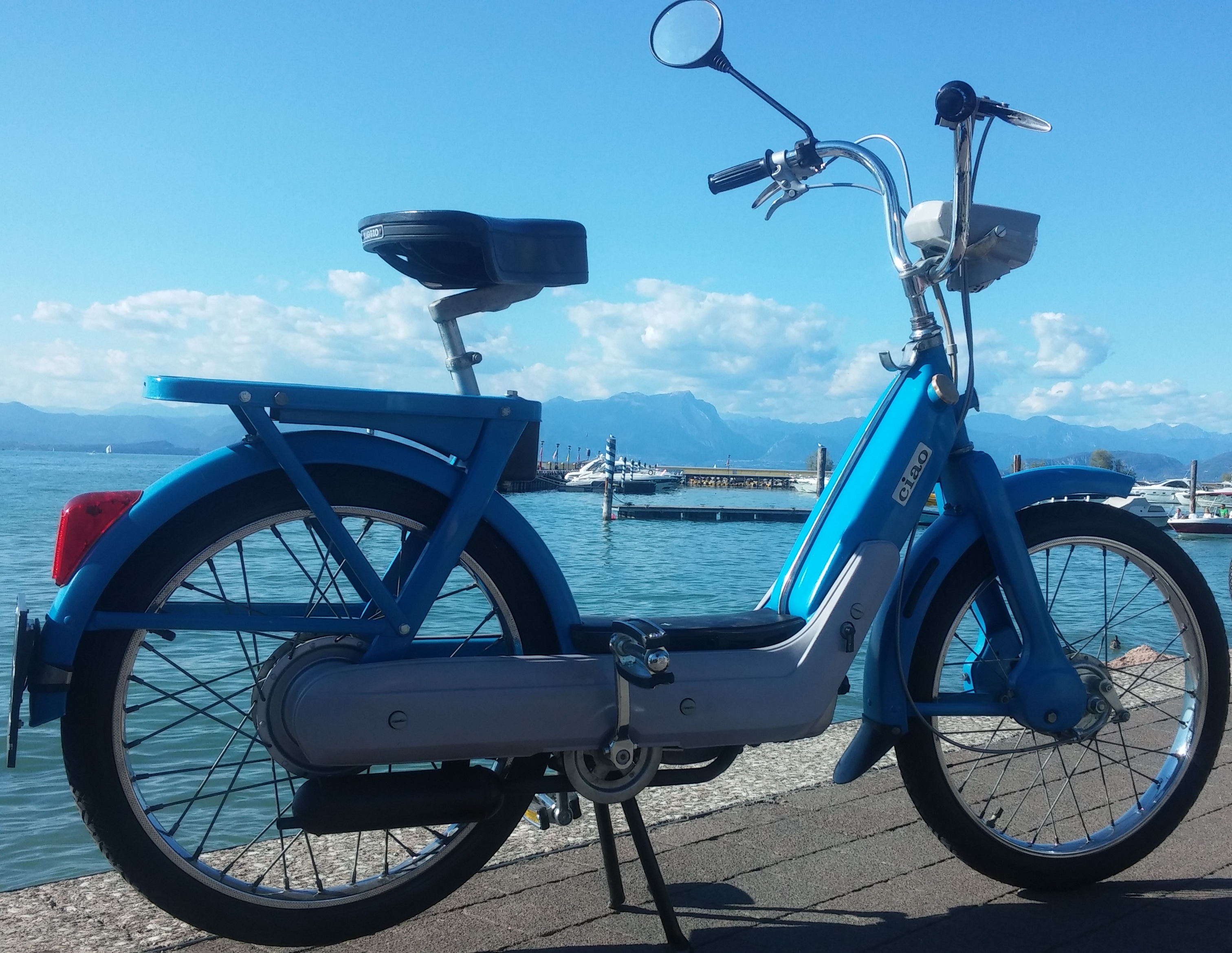
Ciao (1967–2006)

Alle Modelle besitzen einen Zweitaktmotor mit 50 cm³ Hubraum
- Ciao (1967–2006)
- Boxer (1970–1972) → Boxer 2 (1972–1978) → Si (1978–2001)
- Bravo (1973–2001)
- Boss (1988–1989) → Grillo (1989–1996)
- Velofax (1988–1989) → Grillo (1989–1996)

### Motorroller

#### Bis 50 cm³
- Fly (luftgekühlter 2-Ventil-Viertaktmotor)
- Free (2-Takt-Motor)
- Liberty (2- und 4-Takt-Motor)
- Quartz (wassergekühlter 2-Takt-Motor, Chassis wie Großroller SKR)
- Sfera
- TPH 50 2T (2-Takt-Motor)
- Zip (2- und 4-Takt-Motor, seit 1990er)
- NRG (2-Takt-Motor, seit 1994)
- Diesis (2-Takt-Motor, 2001–2005)
- Piaggio 1 (Elektroantrieb, seit 2021)

#### Mehr als 50 cm³
- Fly (≈125 cm³, luftgekühlter 3-Ventil-Viertaktmotor, Einspritzung, stufenlose Keilriemenautomatik)
- Carnaby (≈125, ≈200, ≈250 und ≈300 cm³, 2007–?)
- Beverly (≈125, ≈200, ≈250, ≈300, ≈350, ≈400 und ≈500 cm³, seit 2001)
- Liberty (≈125 cm³, luftgekühlter 3-Ventil-Viertaktmotor, Einspritzung, stufenlose Keilriemenautomatik)
- Medley (≈125 cm³, ≈150 cm³, flüssigkeitsgekühlter i-get 4-Ventil-Viertaktmotor, Einspritzung, stufenlose Keilriemenautomatik, Start-Stopp-Automatik)
- Sfera (≈80 und ≈125 cm³)
- TPH später „Typhoon“ (≈80 und ≈125 cm³, 2-Takt & 4-Takt Motor)

### Großroller

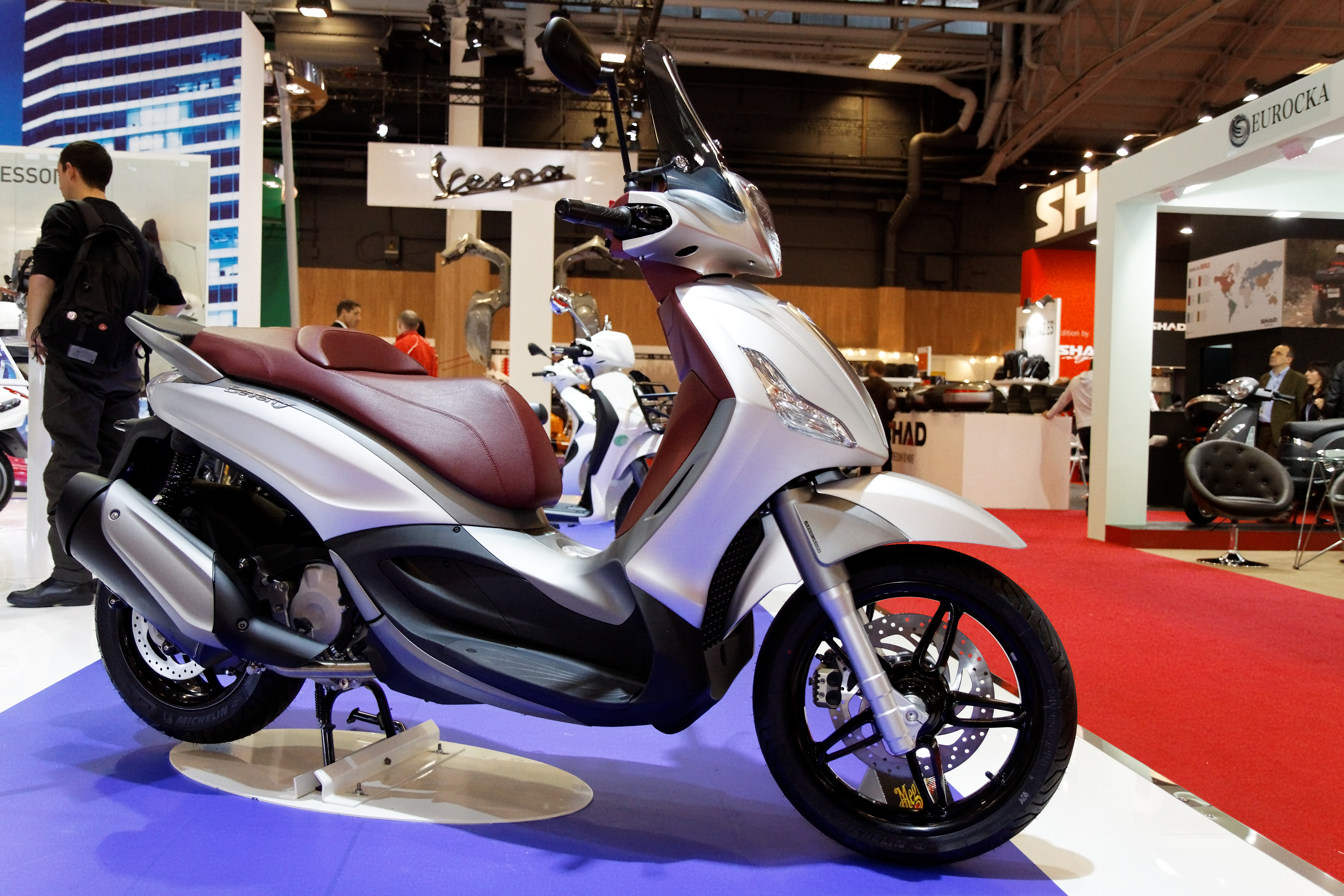
Piaggio Beverly

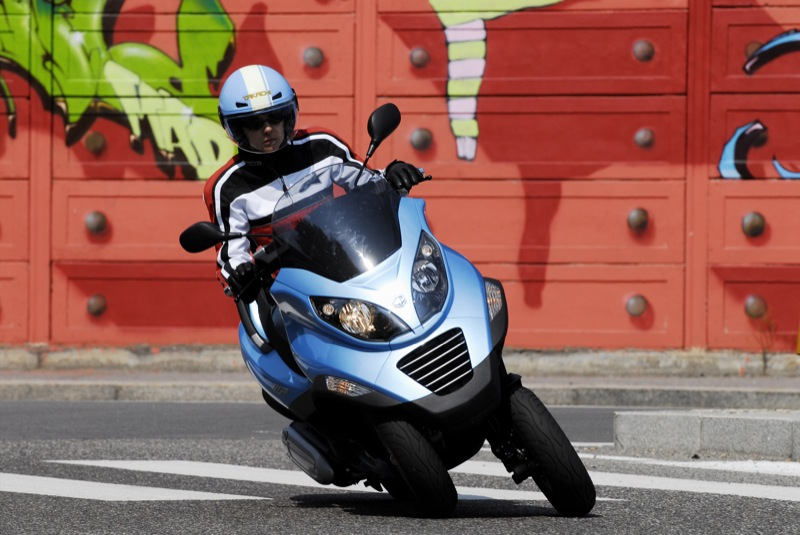
Piaggio MP3 (seit 2006)

- Skipper und SKR (≈125 und ≈150 cm³, 1993–2004)
- Hexagon (≈125, ≈150, ≈180 und ≈250 cm³, 1994–2003)
- X9 (≈125, ≈200, ≈250 und ≈500 cm³, 2000–2009)
- X8 (≈125, ≈200, ≈250 und ≈400 cm³, 2006–?)
- X7 (≈125, ≈250, ≈300 und ≈400 cm³, 2008–2012)
- X10 (≈125, ≈350 und ≈500 cm³, 2012–2016)
- MP3 (Dreirädriger Roller, ≈300 und ≈500 cm³ in versch. Ausstattungsvarianten, seit 2006)

## Motoren
- Hi-PER 2 (Zweitakt-Motor)
- Hi-PER 4 (Viertakt-Motor)
- Purejet Engine (mit Einspritzung)
- MASTER (280 cm³, 399 cm³, 460 cm³ und 493 cm³, wassergekühlt, seit 1998)
- LEADER (luft- und wassergekühlt, 1999–2010)
  - 124 cm³, 151 cm³ und 198 cm³, luftgekühlter Viertakt-Motor mit 2 (SOHC) Ventilen, 2000–2010
  - 124 cm³, 182 cm³, 189 cm³ und 244 cm³, wassergekühlter Viertakt-Motor mit 4 (SOHC) Ventilen, 2000–2010
- Quasar (124 cm³, 244 cm³ und 278 cm³, wassergekühlter Viertakt-Motor mit 4 Ventilen, seit 2003)
- LEM (124 und 155 cm³, luftgekühlter Viertakt-Motor mit 3 Ventilen, seit 2012)

## Piaggio-Museum
Das Piaggio-Museum wurde im März 2000 in der Werkzeugabteilung der alten Fabrik, eines der ältesten Gebäude des Fabrikkomplexes von Pontedera, eingeweiht. In diesen historischen Bereich verlagerte das Unternehmen Anfang der 1920er Jahre seine Produktion. Im April 2018 wurde das Piaggio-Museum erweitert. Das Museum hat nun eine Fläche von 5000 m² und mehr als 250 Ausstellungsstücke. Es ist das größte und umfassendste italienische Museum, das Zweirädern gewidmet ist.
Neben dem Ausstellungsraum, der den permanenten Sammlungen gewidmet ist, verfügt das Piaggio-Museum auch über 340 m² Raum für Wechselausstellungen, die es dem Museum ermöglichen, sein kulturelles Angebot zu variieren, von Kunst über Technologie bis hin zu wissenschaftlicher Enthüllung und Mode. Im Laufe der Jahre fanden hier Ausstellungen, Veranstaltungen und Werke von verschiedensten Künstlern der modernen und zeitgenössischen Kunst statt. Im Jahr 2003 wurden das Piaggio-Museum und das Historische Archiv während der Verleihung des Preises für Wirtschaft und Kultur 2003 als bestes Museum und bestes Geschäftsarchiv in Italien ausgezeichnet.

## Piaggio Fast Forward
Das 2015 gegründete und in Boston angesiedelte Tochterunternehmen Piaggio Fast Forward soll sich der Entwicklung neuer Mobilitätskonzepte widmen. Als erste Produkte wurde 2017 die zweirädrigen Transportfahrzeuge Gita und Kilo vorgestellt, die ihren vorauslaufenden Haltern selbst-navigierend folgen oder für autonome Transportlieferungen eingesetzt werden können. Das kleinere beider Fahrzeugmodelle ist mittlerweile für Endverbraucher käuflich zu erwerben oder zu leasen.